# Lagrán
Lagrán – gmina w Hiszpanii, w prowincji Araba, w Kraju Basków, o powierzchni 45,62 km². W 2011 roku gmina liczyła 180 mieszkańców.